# Lubango
Lubango è una città dell'Angola centrale, capitale della provincia di Huíla. Ha una popolazione di circa 245 196 abitanti.
Sorge ai bordi dell'altopiano, ad est di Namibe nell'area dell'antico, omonimo villaggio bantù, inizialmente ricostruito da alcuni coloni boeri del Sudafrica e successivamente occupato dai portoghesi che lo chiamarono Sá da Bandeira. Il nome attuale venne recuperato nel 1977.